# وانغ جينري

وانغ جينري.

وانغ جينري (باليابانية: 王 椋雷، بالروماجي: Wang Jinrei)، كان شريك جنباتشي ميشيما، والد هيهاتشي ميشيما. كان وانغ يراقب هيهاتشي وكازويا مع اهتمام كبير من ناحية نموهما واختيارهما لطريقيهما في الحياة. بقي وانغ كريماً وطيباً بينما يعيش منعزلاً في حدائق ميشيما. درب وانغ أيضاً لينغ شاويو، حفيدته، على الفنون القتالية وهي لا تزال صغيرة. من ناحية ٍأخرى، نازل وانغ مارشال لاو في بطولة ملك القبضة الحديدية الأولى، التي انتهت بالتعادل. ولكنه خسر أمام جون كازاما في البطولة الثانية.
الآن، اتجه وانغ إلى العدد الهائل من الخضار في الحدائق، عاثراً على الوقت لشحذ مهاراته في الفنون القتالية. كل صباح مع بزوغ الفجر، ويمكن ملاحظته وهو متنقل باستمرار على الجبال يحدق في الغيوم. حركته المتقنة، على الرغم من عمره، ما يعني أن يوجه قوته تشي الداخلية مع نقاء كبير في الروح، على الرغم من عظامه الهزيلة. كان سببه للدخول في البطولة الثانية لتنفيذ رغبات جنباتشي النهائية الميت منذ أمد طويل. خلال حياته، شاهد جنباتشي مع الحزن كيف أن هيهاتشي وكازويا اتبعا طريق الشر. كلف صديقه المخلص للقضاء على كل منهما عندما يكون الوقت ملائماً. اقتنع وانغ أن أفضل وسيلة لتحقيق هذه الخطة هي مواجهة كل المنافسين ليفسح المجال لأولئك الماهرين بما فيه الكفاية لهزيمة كازويا وإيفاد أولئك الغير جديرين باهتمامه. سوف يحدق هيهاتشي في وجه القدر في وقت آخر. دخل وانغ البطولة الخامسة للوقوف على صحة رسالة تلقاها، تقول بأن جنباتشي عاد إلى الحياة.
سمع وانغ عن دم عائلة ميشيما الملعون من صديقه المقرب، جنباتشي ميشيما. هزم وانغ في بطولة ملك القبضة الحديدية 5 على يد جين كازاما، الذي كان هدفه من ذلك هو محو دم عائلة ميشيما الملعون. ومع ذلك، بدأت الفوضى الحقيقية عندما تولى جين السيطرة على مجموعة ميشيما المالية (MFG). ملقياً باللوم فشله على عدم اكتراثه، انتقد جينري افتقاره للتحرك. مرة أخرى، استضيفت بطولة ملك القبضة الحديدية، ومع غرضه الجديد في الاشتراك، دخل وانغ بطولة ملك القبضة الحديدية السادسة.
فن قتال وانغ جينري مقتبس بكثرة من شينغ يي كوان. كان وانغ في الأصل يؤدي حركات مشابهة لحركات ميتشل تشانغ، ولكن بعض الخطوات تم القيام بها للتفريق بينه وبين ابنة ميتشل، جوليا تشانغ، منذ تيكن 5. أوجه الشبه هذه أدت إلى تكهن بأن وانغ كان معلم والد ميتشل، على الرغم من أنه لايوجد أي إشارة في اللعبة تدل على ذلك.

## وصلات خارجية
- تيكن ويكي
- تيكنبيديا الإنجليزية